# Paul Sun-Hyung Lee
Paul Sun-Hyung Lee (이선형?; Daejeon, 16 agosto 1972) è un attore e conduttore televisivo sudcoreano naturalizzato canadese.

## Filmografia

### Attore

#### Cinema
- Harriet, la spia, regia di Bronwen Hughes (1996)
- Khaleid, regia di Asghar Massombagi (2001)
- Ice Princess - Un sogno sul ghiaccio, regia di Tim Fywell (2005)
- One Way, regia di Reto Salimbeni (2006)
- -2 - Livello del terrore, regia di Franck Khalfoun (2007)
- RoboCop, regia di José Padilha (2014)
- End of Days, Inc., regia di Jennifer Liao (2015)[1]
- Kitty Mammas, regia di Dennis Alexander Nicholson (2020)

#### Televisione
- Gideon Oliver – serie TV, episodio 1x02 (1989)
- Where's the Money Noreen?, regia di Artie Mandelberg (1995) – film TV
- Total Recall 2070 – serie TV, episodio 1x07 (1999)
- Soul Food – serie TV, episodio 2x16 (2002)
- Doc - Un medico a New York – serie TV, episodio 2x24 (2002)
- Tagged: The Jonathan Wamback Story, regia di John L'Ecuyer (2002) – film TV
- Una coppia perfetta, regia di Graeme Clifford (2003) – film TV
- Train 48 – serie TV (2003-2005)
- Kevin Hill – serie TV, episodio 1x02 (2004)
- Alla corte di Alice –  serie TV, episodio 2x09 (2005)
- Missing – serie TV, episodio 3x08 (2005)
- Between Truth and Lies, regia di John Bradshaw (2006) – film TV
- Billable Hours – serie TV, episodio 2x06 (2006)
- The Dresden Files – serie TV, episodio 1x06 (2007)
- The Jane Show – serie TV, episodio 2x08 (2007)
- Indagini ad alta quota – serie TV, episodio 4x04 (2007)
- Across the River to Motor City – serie TV, episodio 1x01 (2007)
- La piccola moschea nella prateria – serie TV, episodio 2x19 (2008)
- The Echo, regia di Yam Laranas (2008) – film TV, non accreditato
- Nurse.Fighter.Boy, regia di Charles Officer (2008) – film TV
- Instant Star – serie TV, episodio 4x04 (2008)
- Cra$h & Burn – serie TV, episodio 1x02 (2009)
- The Dealership, regia di Ken Girotti (2009) – film TV
- The Bridge – serie TV, episodio 1x01 (2010)
- Happy Town – serie TV, episodio 1x03 (2010)
- The Untitled Work of Paul Shepard, regia di Jeremy LaLonde (2010) – film TV
- Covert Affairs – serie TV, 2 episodi (2010)
- Change of Plans, regia di John Kent Harrison (2011) – film TV
- XIII – serie TV, episodio 1x19 (2011)
- Alphas – serie TV, episodio 1x01 (2011)
- Degrassi: The Next Generation – serie TV, 6 episodi (2011)
- Almost Heroes – serie TV, 3 episodi (2011)
- Warehouse 13 – serie TV, episodio 3x08 (2011)
- The Firm – serie TV, episodio 1x18 (2011)
- Wild Goose Daddy, regia di Samuel Kiehoon Lee (2011) – film TV
- Miss Reality – serie TV, episodio 2x03 (2011)
- Kim's Convenience – serie TV (2016-2021)
- Rogue – serie TV, episodio 3x11 (2016)
- Shoot the Messenger – serie TV, 5 episodi (2016)
- Dark Matter – serie TV, episodio 3x02 (2017)
- 22 Chaser, regia di Rafal Sokolowski (2018) – film TV
- Baroness Von Sketch Show – serie TV, episodio 4x03 (2019)
- Bit Playas – webserie, webisodio 1x06 (2019)
- The Mandalorian – serie TV (2020-) – Carson Teva
- Il cuore delle feste, regia di Corey Sevier (2020) – film TV
- Private Eyes – serie TV, episodio 4x11 (2021)
- Boyfriends of Christmas Past, regia di Don McBrearty (2021) – film TV
- Run the Burbs – serie TV (2022)
- The Book of Boba Fett – serie TV, episodio 1x05 (2022)
- TallBoyz – serie TV, 2 episodi (2022)
- The Kids in the Hall – serie TV, episodio 1x06 (2022)
- Avvocati di famiglia – serie TV, episodio 2x01 (2022)
- Ahsoka – serie TV, 3 episodi (2023-)
- Avatar - La leggenda di Aang, serie TV (2024-)

### Doppiatore
- Tom Clancy's Rainbow Six: Vegas – videogioco (2006)
- Tom Clancy's Rainbow Six: Vegas 2 – videogioco (2008)
- Toot & Puddle – serie animata, episodio 1x19 (2009)
- Dot. – serie animata, episodio 2x02 (2018)
- Abby Hatcher – serie animata (2018-2021) – Chief Jeff
- The Bravest Knight – serie animata, episodio 1x09 (2019)
- Bakugan: Geogan Rising (Stagione 3) – serie animata (2021) – voci addizionali, doppiaggio inglese
- Night of the Zoopocalypse – film d'animazione (2025) – Feilx

## Doppiatori italiani
Nelle versioni in italiano delle opere in cui ha recitato, Paul Sun-Hyung Lee è stato doppiato da:
- Domenico Strati in The Mandalorian, The Book of Boba Fett e Ahsoka
- Stefano Mondini in Private Eyes
- Riccardo Lombardo in Avatar - La leggenda di Aang